# ポポ缶
『ポポ缶』（ポポかん）はいわさきまさかずによる日本のギャグ漫画作品。『月刊電撃コミックガオ!』にて連載された。全3巻。タイトルの「ポポ缶」とは「ポポミ、缶ビール大好き」の略である。

## あらすじ
ゲームの大好きな小学生、小泉ヤスハル。彼が買った「山岸太一郎のRPG論」というあからさまに怪しいゲームをプレイしようとした瞬間、ヒロインのポポミが画面から飛び出して来た。彼女の目的は現実世界にいる彼女の敵、「ターゲット」を倒すことらしい。成り行きでポポミはヤスハルの家に居座ることになる。

## 登場人物
小泉ヤスハル（こいずみ ヤスハル）通称：よしお
ゲームが大好きな少年。小学5年生。横に三本線を引いた様な眉毛が特徴。ポポミが家に居座るようになって以来、彼女に振り回されっぱなし。勉強はあまりできないようである。
ポポミ
「山岸太一郎のRPG論」というゲームのヒロイン。見た目は乙女、中身は親父の、缶ビール大好きの超ダメ人間（?）。よしおの家に居座っている。極めて傍若無人な性格。
小泉とめ吉（こいずみ とめきち）通称：じーちゃん、長老
よしおの祖父。ポポミやスティンガーZからは「長老」と呼ばれている。「戦うメイドさんマジカルブレード和子」というアニメ（架空の作品）が好きで、自室（『スウィートおじぃ様 愛のとめ吉るーむ』）には多数のマジブレグッズが置いてある。よく戦闘の巻き添えを食ってあられもない姿を公開する。
千野ミコ（ちの ミコ）
よしおの同級生。よしおのことが好きで彼にアピールしようとするが、ポポミをはじめとした小泉家の人々に邪魔されている。よしおに近づく他の女性に対しては物凄い暴言を吐く。
スティンガーZ（スティンガーゼット）
ポポミと同じく「山岸太一郎のRPG論」の世界からやってきた、カッコ良さそうな名前とは裏腹に最新の家事用ロボット。家計も彼が管理している。得意料理はラーメン。「戦うメイドさんマジカルブレード和子」が好きという点でとめ吉と同志。顔のパーツは取り外し可能で、時々「ヒューマン・フィフィス・エレメンス・フェイス」という、人間の美青年の顔パーツを付けて一人楽しむことがある。
ひろポン
ポポミたちのターゲット探しを妨害するエネミー（敵）として登場するが、今回が初仕事。魔法少女が持つような杖が武器で、雷を操るが、超弱く、ポポミにはいつも軽くあしらわれている。現実世界に来てからは、腕が悪くエネミーの仕事だけでは生活できないため、本屋、酒屋、ファミレスなどの掛け持ちバイトをしている（その時は「広田」という偽名を用いている）。メガネをかけており、かなりのドジっ子。
サイコ
「斬鉄鎌のサイコ」の二つ名を持つ伝説のPK（プレイヤーキラー）。その名の通り斬鉄鎌という何でも切れる鎌を持っている。ポポミを抹殺すべく現実世界にやって来たが、なんだかんだで仲良くなって今では近くのアパートに住んでいる。実は「戦うメイドさんマジカルブレード和子」が好き。
ポポミとの戦闘の際に、成り行きでよしおとファーストキスをしてしまって以来彼のことが好きになり、よく手作りのお菓子を持って行っている（が、大抵は邪魔が入って台無しに）。
ミリンダZ（ミリンダゼット）
スティンガーZの妹的存在の少女ロボ。「超機動少女ミリーちゃん」の異名を持つ。最新ウェポンパーツの購入費用を稼ぐために現実世界へやって来た。お金稼ぎのためには手段を選ばない面があり、そのために自身の兄を殺しかけたことも。
フリート
灼熱のPK。その名の通り炎を操る。サイコでも倒せなかったポポミを倒すべく現実世界へ来たが、成り行きでよしおへの愛に燃えるサイコと戦い、敗れる。
小松のりこ（こまつ のりこ）
ひろポンの友達。ファミレスでのバイト仲間でもある。あだ名は「のりっぺ」。ポポミに勝てなくて落ち込み気味なひろポンをいつも気遣っている。父親は教師で、よしおのクラスの担任の先生。
コシヒカリ米の助（コシヒカリ こめのすけ）
エネミー軍本部隊長。ひろポンの上司。しかし彼女の事は完璧に忘れていた。ポポミとは幼馴染で、許嫁（もっとも幼少期の口約束程度で、ポポミは全く覚えていない）。「ターゲット」の正体を知っているらしい。
ミサキ・ジュリエッタ
エネミー軍本部秘書。部下のファントマ・ザ・エヴァーグリーンをスパイとして小泉家に送ったり、コスプレ大会に参加したりしてポポミ達の情報を集めている。最後は米の助といい関係（?）に。
ファントマ・ザ・エヴァーグリーン
エネミー軍所属のアサシン。本名、パンダ山次郎。パンダのぬいぐるみの様な姿をしている。ポポミ達の情報を集めるべく本部より派遣された。
山岸太一郎
「山岸太一郎のRPG論」というゲームの開発者。実は、ヤスハルの生き別れの父親である。

## 戦うメイドさん マジカルブレード☆和子
本作品に登場する架空のアニメ番組であり、作中では映画化されたり、コスプレ大会が開かれるほどの人気作品である。通称「マジブレ」。
闇の皇帝に狙われた地球を救うべく月から遣わされた少女、和子・ストイック・マイヤーの活躍を描いたアニメで、とめ吉、スティンガーZ、サイコはこの作品の熱狂的なファン。
なお漫画内にはこの作品の架空の設定資料集が登場する。

### 登場人物
和子・ストイック・マイヤー（かずこ・ストイック・マイヤー）
主人公。13歳のおひつじ座。地球を救うべく月から遣わされた少女。「マジカルブレード」という全長160cmほどの剣状の植物を操る。語尾に「ぴょん」をつける癖がある。声優はホリノウチユイ。
羅生神月子（らしょうじん つきこ）
和子の親友で、羅生神財団の令嬢。14歳のてんびん座。おしとやかな性格。財団の開発した剣「クサナギZ」を手に和子と共に戦う。声優は千場たえ子。
闇の皇帝（やみのこうてい）
和子達の宿敵。地球を滅ぼそうとしている。

## 書誌情報
- 『ポポ缶』〈電撃コミックス〉
  1. ISBN 4840224447 （2003年8月15日、初版発行）
  2. ISBN 4840226504 （2004年4月15日、初版発行）
  3. ISBN 4840229236 （2005年1月15日、初版発行）